# Neocyrtophoeba heyrovskyi
Neocyrtophoeba heyrovskyi är en tvåvingeart som beskrevs av Vimmer och Victor Gerald Soukup 1940. Neocyrtophoeba heyrovskyi ingår i släktet Neocyrtophoeba och familjen parasitflugor.
Artens utbredningsområde är Peru. Inga underarter finns listade i Catalogue of Life.